# Leporellus vittatus
Leporellus vittatus es una especie de pez de agua dulce del género Leporellus, de la familia Anostomidae. Se distribuye en aguas cálidas y templado-cálidas del centro de Sudamérica. Esta especie alcanza una longitud total máxima de 30 cm.

## Distribución y hábitat
Este pez se distribuye en el centro de América del Sur, en la cuenca del Plata, subcuencas del río Alto Paraná, y del río Paraguay en Bolivia, Paraguay y el Pantanal brasileño, en la cuenca del río São Francisco y en la cuenca amazónica  del Brasil y el Perú. Se reproduce en parejas, en lugares densamente vegetados.

## Taxonomía
Esta especie fue descrita originalmente en el año 1850 por el zoólogo francés Achille Valenciennes, con el nombre de Leporinus vittatus.
Etimología
Leporellus viene del latín, siendo un dinimutivo, lepus y leporis  significa 'conejo', en referencia a la semejanza de sus dientes con los del lagoformo.